# East Porterville, Kalifornien
East Porterville är en ort (CDP) i Tulare County, i delstaten Kalifornien, USA. Enligt United States Census Bureau har orten en folkmängd på 6 767 invånare (2010) och en landarea på 7,7 km².